# Sân bay Ust-Kuyga
Sân bay Ust-Kuyga (IATA: UKG, ICAO: UEBT) là một sân bay ở Ust-Kuyga, Cộng hòa Sakha, Nga.

## Hãng hàng không và điểm đến
| Hãng hàng không | Các điểm đến |
| --------------- | ------------ |
| Polar Airlines  | Yakutsk      |

## Thống kê
Nguồn: